# Ляхово (Рамешковский район)
Ляхово  — деревня в Рамешковском районе Тверской области.

## География
Находится в восточной части Тверской области на расстоянии приблизительно 26 км на юг по прямой от районного центра поселка Рамешки.

## История
Известна с XVI века как деревня с 8 дворами. В середине XIX века Ляхово - владение дворянина В.Н. Трубникова. В 1889 году учтен 1 двор. В советское время работали колхозы «Светлый луч» и «Кушалино». В 2001 году в 5 домах жили местные жители, 9 домов принадлежало наследникам и дачникам. До 2021 входила в сельское поселение Кушалино Рамешковского района до их упразднения.

## Население
Численность населения: 7 человек (1889 год), 8 (1989), 9 (русские 89 %) в 2002 году, 1 в 2010.